# العرش (إب)

تعديل مصدري - تعديل

العرش محلة تابعة لقرية عرش القيف، التابعة لعزلة بني مدسم بمديرية إب إحدى مديريات محافظة إب في الجمهورية اليمنية.، بلغ تعداد سكانها 127 حسب تعداد اليمن لعام 2004.